# Matthiesen Gallery
La Matthiesen Gallery est une galerie d'art à Londres, au Royaume-Uni. Elle a été fondée en 1977 par Patrick Matthiesen, le fils du galeriste Francis Matthiesen actif en Allemagne et dans la capitale britannique au milieu du XXe siècle. Un tableau tel que L'Archange Gabriel peint par Antonio Vivarini est passé par cette maison avant d'être acquis par le musée des Beaux-Arts de Tours, en France.